# لوغانة منخفضة
لوغانة منخفضة (الاسم العلمي:Logania depressa) هي نوع من النباتات تتبع جنس اللوغانة من الفصيلة اللوغانية.